# André Morice
Pour les articles homonymes, voir Morice.
André Morice, né le 10 octobre 1900 à Nantes et mort le 17 janvier 1990 à Paris, est un homme politique français.
Membre du Parti radical, il a occupé des fonctions gouvernementales sous la IVe République, prenant nettement position pour le maintien de la présence française en Algérie, sans toutefois tomber dans l'action illégale. Sous la Ve République, il a été sénateur-maire de Nantes de 1965 à 1977.

## Biographie

### Jeunesse
André Morice est le fils d'un fils d'un notable radical, Émile Morice, franc-maçon, conseiller municipal de Nantes de 1912 à 1927, vice-président du Comité radical socialiste de la Loire-Inférieure et militant laïque convaincu, et de Marie Dumec.
André Morice est élève du lycée de Nantes et obtient le baccalauréat ès sciences. Il étudie ensuite le droit à Paris et obtient une licence en droit. En 1924, il entre dans la loge maçonnique de la « Libre-conscience », affiliée à la Grande Loge de France et il milite aux Jeunesses laïques et républicaines (le mouvement de jeunesse du Parti radical) qu'il préside de 1930 à 1932. Il entre alors en contact avec des personnalités du parti, Jean Zay, président de la fédération du Loiret, et Léon Martinaud-Déplat.
Le 24 septembre 1931, André Morice fonde avec Théophile Padiou l'Entreprise nantaise des travaux publics et paysagers à la tête de laquelle il restera jusqu'en 1968.

### Années 1930 et Front populaire
il À la même époque, appuyé par Gaston Veil, leader radical dans le département et patron du journal « Le Populaire de Nantes », André Morice s'impose progressivement comme le chef de file du radicalisme en Loire-Inférieure. En 1934, le congrès national du parti a lieu à Nantes ; André Morice y joue un rôle important comme commissaire général.
Alors qu'une fraction des radicaux rallie l'alliance démocratique, il est en 1935 élu conseiller municipal de Nantes sur la liste dirigée par le socialiste Auguste Pageot. En mai 1936, André Morice se présente aux élections législatives dans la troisième circonscription de Nantes. Il obtient seulement 3 884 voix, 25 % des suffrages exprimés. Malgré ce score décevant, en juin 1936, il est tout de même élu président de la fédération radicale socialiste de Loire-Inférieure.
Par la suite, il prend des positions ouvertement anticommunistes et suit Édouard Daladier lorsque celui-ci rompt l'alliance avec la gauche (mars 1938). Son adhésion au « daladiérisme » s'effectue sur une base anticommuniste et munichoise, à l’image du virage à droite du parti radical dans le reste du pays.
Il approuve les accords de Munich et les décrets-lois sur le temps de travail. En novembre 1938, il est nommé vice-président d'une structure régionale du parti, la Fédération radicale socialiste de Bretagne.

### Seconde Guerre mondiale
À la déclaration de guerre, il a 39 ans, est veuf et est chargé de deux enfants. Il s'engage volontairement (il est capitaine et commande une compagnie du Génie). Il est fait prisonnier le 28 mai 1940, envoyé à l'Oflag IV D, puis est libéré pour raison médicale en octobre 1943, hospitalisé au Val-de-Grâce où il est démobilisé le 9 février 1944. Il reprend ses activités dans son entreprise devenue Société nantaise des travaux publics et paysagers.
Pendant la guerre, l'entreprise a participé à la construction du « mur de l'Atlantique » par l'organisation Todt. Cette collaboration est l'objet d'une procédure judiciaire après la Libération. Il s'agit de savoir dans quelle conditions elle a eu lieu (volontairement ou sous la contrainte) et d'autre part quelle est l'implication personnelle d'André Morice. En effet, bien que prisonnier, il a participé à une augmentation de capital qui a eu lieu au début de l'Occupation. L’entreprise (200 à 300 salariés selon les moments) fut aussi sollicitée par l’occupant pour l’agrandissement des aérodromes de Vannes-Meucon et de ChâteauBougon. Les deux associés sont d'abord frappés d'une forte amende, leur zèle n'ayant pas fait l’ombre d’un doute aux yeux du Comité de contrôle de profits illicites. Puis lors du jugement en appel, André Morice obtient le retrait de son amende personnelle, alors qu'aucun élément nouveau n'a été porté au dossier. Cette affaire reviendra plusieurs fois sur la place publique : en 1946 et en 1949 dans la presse locale, en 1957 dans la presse nationale. André Morice profite des failles de la justice, des besoins de la Reconstruction, et de ses relations parisiennes au sein du parti radical.

### Gouvernement provisoire
À la Libération, il reprend la direction de l’Entreprise nantaise de travaux publics ainsi que sa carrière politique.
Dès octobre 1944, il réorganise la fédération départementale du Parti radical, avec l'appui du journal Le Populaire de Nantes, rebaptisé Le Populaire de l'Ouest qui reparaît en mars 1945, dont André Morice possède 20 % du capital et est vice-président et directeur. En avril 1945, il est réélu conseiller municipal de Nantes sur une liste d'union de la Résistance conduite par Jean Philippot et regroupant communistes, socialistes et radicaux socialistes. Il est nommé quatrième adjoint.
Il est élu député radical de la Loire-Inférieure dès octobre 1945 (Première Constituante) et siègera à l’Assemblée nationale jusqu’en 1958. Il doit sa victoire au vote des campagnes, secteur qu'il a particulièrement travaillé avant l'Occupation. Mais il est le seul député radical de l'Ouest et le groupe ne comporte plus que 25 membres. André Morice adopte une attitude d'opposition en menant une active campagne contre le tripartisme (PCF, SFIO, MRP). Il intervient activement devant l'assemblée, notamment lors du débat sur l'organisation de la Sécurité Sociale. le 19 avril 1946, il vote contre le texte constitutionnel qui va d'ailleurs être rejeté par référendum.
Dans la 2de constituante, il est toujours aussi actif et de nouveau vote contre le projet de constitution, qui cette fois est accepté.

### Quatrième République

#### Première législature
Durant la première législature, André Morice fait partie des commissions de la production industrielle, de la sécurité sociale et de la reconstruction et dommages de guerre. Il intervient très souvent sur la sécurité sociale. En octobre 1947, il est réélu conseiller municipal de Nantes et désigné comme maire adjoint. Après la rupture du tripartisme et la formation de la Troisième force à l'automne 1947, les radicaux-socialistes deviennent un des partis charnières ce qui va permettre à André Morice d'être de tous les gouvernements successifs jusqu'en juin 1953.
En novembre 1947, il est nommé sous-secrétaire d’État, puis secrétaire d’État, à l'Enseignement technique, puis secrétaire d’État à la Jeunesse et aux Sports, poste qu'il occupe jusqu'en août 1951, mis à part un bref passage comme ministre de l’Éducation nationale en 1950. Durant cette période, il contribue au développement de la formation des jeunes travailleurs. Il effectue aussi de nombreuses missions concernant l'éducation en Afrique et à l'étranger. Il est enfin l'auteur d'une loi sur la mutualité qui porte son nom et d'une proposition de loi sur la formation professionnelle.

#### Seconde législature
Aux élections de juin 1951, André Morice conduit la liste d'Union des Républicains, comprenant le parti radical, le RGR et le Groupement national de défense des libertés professionnelles et des contribuables. Il fait une campagne à la fois anticommuniste et antigaulliste.
De août 1951 à mars 1952, il est ministre de la Marine marchande ; de mars 1952 à juin 1953, ministre des Transports. Dans cette dernière fonction, il doit faire face à des mouvements sociaux à la RATP en avril, puis à une grève de la marine marchande le mois suivant qui touche notamment sa ville de Nantes. Il met en place le statut de la marine marchande, celui des aérodromes et la loi sur les voies navigables.
Puis, André Morice est écarté des gouvernements Laniel et Mendès France. Bien qu'il ait voté l'investiture de Pierre Mendès France et les accords de Genève, il contribue à la chute de son gouvernement au début de 1955. Il est ministre du Commerce de février 1955 à février 1956 avec Edgar Faure.
Durant cette période, au sein du parti radical, il appartient au courant « néo-radical » opposé au courant situé plus à gauche qui s'affirme avec l'apparition du mendésisme. Les oppositions portent notamment sur la politique coloniale et sur l'Europe. André Morice et les néo-radicaux sont en effet partisans du maintien du système colonial et de l'unification européenne (affaire de la CED). Ils se retrouvent dans la minorité lorsque Mendès France, malgré sa chute en février 1955, prend la direction du parti au congrès extraordinaire de Wagram, le 4 mai 1955. L'exclusion de René Mayer et de Léon Martinaud-Déplat en décembre 1955 fait de lui le leader de l'opposition à Pierre Mendès France.
En parallèle, il est à partir de 1951 membre du CELIB créé par René Pleven, ce groupe composé de personnalités politiques bretonnes cherche à dynamiser économiquement et culturellement les  4 départements bretons et l’actuelle Loire-Atlantique dans le contexte difficile de l'après guerre, il y siège en tant que vice-président représentant le département de Loire-Inférieure.

#### Troisième législature et question algérienne
André Morice soutient la politique algérienne du gouvernement de Guy Mollet, qui va amener Mendès France à démissionner. En avril 1956, il fait partie, avec l’indépendant Roger Duchet, l’ex-gaulliste Jacques Soustelle et l’ex-MRP Georges Bidault, de l'équipe fondatrice de l'Union pour le salut et le renouveau de l'Algérie française.
Lors du congrès radical de Lyon en octobre 1956, les oppositions aboutissent à une scission : avec Henri Queuille, André Marie et Vincent Badie, ainsi qu'une quarantaine de parlementaires, il quitte le parti pour fonder le Centre républicain, dont il est secrétaire général. Il est suivi par 94 % des militants de Loire-Inférieure.
De juin à novembre 1957, il est ministre de la Défense nationale dans le gouvernement Maurice Bourgès-Maunoury. À ce titre, il conçoit la Ligne Morice, un barrage électrifié et miné  pour séparer le territoire de l’Algérie de ses voisins et empêcher les infiltrations d’éléments de l’Armée de libération nationale. Il doit subir les attaques du PC, avec notamment un discours de Jacques Duclos rappelant que son entreprise est « spécialiste des murs fortifiés », ce qui fait ressurgir dans la presse son dossier de 1945.
Après son départ du gouvernement, il affirme fortement sa position « Algérie française » ; en mars 1958, l'Union pour le salut revendique un gouvernement de Salut public. La presse donne aux quatre hommes le surnom de « quatre mousquetaires de l'Algérie française ». En mai 1958, il est pressenti par René Pleven pour la Défense nationale, mais les radicaux refusent catégoriquement sa présence et Pleven renonce à former un gouvernement. Il refuse l'investiture de Pierre Pflimlin. En revanche, il approuve les événements d'Alger et demande « de toute urgence la constitution d'un gouvernement d'union et de salut national ».
Il vote donc l'investiture du général de Gaulle (1er juin) et la constitution de la Cinquième République (septembre 1958).

### Cinquième République
Aux élections législatives de 1958, il est cependant battu dans la 5e circonscription (Châteaubriant) par le candidat MRP, l'agriculteur Bernard Lambert.
Candidat lors des élections sénatoriales de 1959, il subit encore un échec.
Par la suite, il lutte contre l'évolution de la politique algérienne du général de Gaulle (« autodétermination », en septembre 1959) sans aller jusqu'à entrer en relations avec les éléments séditieux de l'OAS, contrairement à Bidault et Soustelle.

### Sénateur-maire de Nantes
Conseiller municipal de Nantes dès 1945, avec Jean Philippot, puis Henry Orrion, il en devient sénateur-maire en 1965. De 1965 à 1977, il est à la tête d’une municipalité qui va des indépendants à la SFIO.

#### Mandats municipaux antérieurs (1947-1965)
De 1945 à 1947, pendant le mandat de Jean Philippot, André Morice fait partie de la majorité municipale de gauche de Nantes, mais aux élections de 1947, il n'est plus question d'une alliance avec les socialistes et les communistes et André Morice se retrouve conseiller municipal d'opposition pendant les trois mandats d'Henry Orrion, élu en 1947 à la tête d'une liste gaulliste (RPF) malgré son passé de maire de 1942 à 1944.
Lors des élections de 1953, André Morice se présente pour le poste de maire et obtient 15 voix, contre 17 à Henry Orrion et 6 à un autre conseiller, Henri Forget.

#### Conquête de la mairie (1965)
Lors des élections de 1965, d'une part, Henry Orrion ne se représente pas, d'autre part un reclassement politique majeur a lieu à Nantes : l'alliance des forces politiques anticommunistes et antigaullistes. On retrouve en quelque sorte le principe de la Troisième Force de la IVe République. Cette alliance est favorisée par une personnalité d'influence en Loire-Atlantique : Alexandre Hébert, secrétaire de l'Union départementale CGT-FO depuis sa création en 1948. Il s'agit d'associer André Morice avec la SFIO, dont le secrétaire fédéral est alors André Routier-Preuvost, et des organisations de droite, notamment le CNIP dirigé par André Jozan et Lyonel Pellerin. Hébert et Routier-Preuvost laissent de côté le problème de la laïcité, très important jusque-là à leurs yeux, mais sur lesquels le CNIP a un autre point de vue. La liste dirigée par André Morice prend le nom de l'ELAN (Expansion et Avenir de Nantes) et remporte les élections face à la liste communiste et à la liste gaulliste menée par le professeur Monnet, avec les députés Henri Rey et Albert Dassié.

#### La crise de la municipalité Morice (1974-1977)
Les choses se passent bien jusque vers 1971. La liste Morice de cette année-là est identique à la précédente, mais le passage de la SFIO au PS et l'arrivée de François Mitterrand et la signature du Programme commun avec le PCF (1972) placent les élus PS de Nantes dans une situation de plus en plus difficile.
La crise éclate dès 1974 lorsque la section nantaise du PS, où les « nouveaux socialistes » sont maintenant très nombreux, impose aux élus socialistes nantais de choisir entre André Morice et le parti (motion Marnot-Marzin, 8 novembre 1974). À l'exception d'Alain Chénard, qui abandonne sa délégation d'adjoint, tous les autres optent pour Morice ; en conséquence, la direction du PS décide leur exclusion (avril 1975). Aux élections de 1977, la liste Morice-Routier-Preuvost est confrontée à une liste d'Union de la gauche, dirigée par Alain Chénard, qui, contrairement à ce qui était prévu, l'emporte, avec un faible écart (519 voix).
André Morice reste ensuite sénateur de la Loire-Atlantique (Gauche démocratique) jusqu'en 1983.

## Fonctions gouvernementales
- Sous-secrétaire d'État à l'Enseignement technique du gouvernement Robert Schuman (1) (du 26 novembre 1947 au 26 juillet 1948)
- Secrétaire d'État à la Présidence du Conseil et à l'Enseignement technique du gouvernement André Marie (du 26 juillet au 5 septembre 1948)
- Secrétaire d'État à l'Enseignement technique, à la Jeunesse et aux Sports du gouvernement Henri Queuille (1) (du 11 septembre 1948 au 28 octobre 1949)
- Secrétaire d'État à l'Enseignement technique, à la Jeunesse et aux Sports du gouvernement Georges Bidault (2) (du 29 octobre 1949 au 2 juillet 1950)
- Ministre de l'Éducation nationale du gouvernement Henri Queuille (2) (du 2 au 12 juillet 1950)
- Secrétaire d'État à l'Enseignement technique, à la Jeunesse et aux Sports du gouvernement René Pleven (1) (du 12 juillet 1950 au 10 mars 1951)
- Secrétaire d'État à l'Enseignement technique, à la Jeunesse et aux Sports du gouvernement Henri Queuille (3) (du 10 mars au 11 août 1951)
- Ministre de la Marine marchande du gouvernement René Pleven (2) (du 11 août 1951 au 20 janvier 1952)
- Ministre de la Marine marchande du gouvernement Edgar Faure (1) (du 20 janvier au 8 mars 1952)
- Ministre des Travaux publics, des Transports et du Tourisme du gouvernement Antoine Pinay (du 8 mars 1952 au 8 janvier 1953)
- Ministre des Travaux publics, des Transports et du Tourisme du gouvernement René Mayer (du 8 janvier au 28 juin 1953)
- Ministre de l'Industrie et du Commerce du gouvernement Edgar Faure (2) (du 23 février 1955 au 1er février 1956)
- Ministre de la Défense nationale et des Forces armées du gouvernement Maurice Bourgès-Maunoury (du 13 juin au 6 novembre 1957)

## Publications
Cf. : catalogue du SUDOC
- Les Fellaghas dans la cité, Éditions du PO (Populaire de l'Ouest ou Presse-Océan), 1959.
- Préface de Nantes-Saint-Nazaire, métropole d'équilibre, Imprimerie Chantreau, Nantes, 1967.

## Personnalités liées

### Nantais

#### André Routier-Preuvost
Il est l'adjoint au maire d'André Morice de 1965 à 1977.
André Routier-Preuvost arrive du Pas-de-Calais en Loire-Inférieure au début des années 1950. En janvier 1955, il est responsable départemental des élus et devient secrétaire de la fédération départementale contre le sortant Théo Staub. Le bureau fédéral de la SFIO est en partie renouvelé, avec notamment Christian Chauvel (trésorier).
En mai 1957, il est à la tête d'une délégation de la fédération en Algérie. En mai 1958, il crée à Nantes le Comité de défense des libertés républicaines, mais cette organisation est surclassée par le Comité de Défense républicain d'Eugène Leblanc. Aux législatives de 1958, il se présente dans la 2e circonscription, mais est battu. En 1959, il accède au Comité directeur de la SFIO. Il est de nouveau candidat député en 1962. Son mandat d'adjoint de la mairie de Nantes représente donc son apogée électoral.
Dans les années 1966-67, il participe à l'aventure de la FGDS, étant président de la structure départementale de cette organisation. Malgré un nouvel échec aux législatives de 1967, il peut envisager une promotion au sein de la SFIO en voie de renouvellement, mais les conséquences de Mai 68 mettent un terme à l'évolution prévue. Lorsque la SFIO s'oriente de nouveau vers la constitution d'un grand parti de gauche (1969-1971), André Routier-Preuvost se trouve en décalage avec la nouvelle orientation.
Au début des années 1970, en effet, il accepte mal l'arrivée en masse des « nouveaux socialistes », souvent issus de mouvements chrétiens (l'Action catholique sous ses diverses formes), issus du christianisme (la CFDT) ou du PSU ainsi que la ligne d'union de la Gauche définie après le congrès d'Épinay. Il préfère céder la direction de la fédération à un proche, Maurice Jégou. En novembre 1974, la section de Nantes du PS lui demande, ainsi qu'aux autres élus socialistes à la mairie de Nantes d'opter entre Morice et le parti. Tous les intéressés ayant choisi Morice, ils sont exclus en avril 1975 par la direction du PS, à l'exception d'Alain Chénard qui a renoncé à sa délégation d'adjoint. André Routier-Preuvost fait donc partie de la liste Morice qui est battue en 1977 par celle d'Alain Chénard. Noter que son fils, Jean-Claude Routier, secrétaire de la fédération en 1975, lors de l'exclusion de son père, jouera un rôle à la mairie de Nantes sous Alain Chénard.

## Distinctions
- Chevalier de la Légion d'honneur